# Louis Gorin de Saint-Amour
Pour les articles homonymes, voir Saint-Amour.
Louis Gorin de Saint-Amour est un théologien français, né en 1619 et mort en 1687.

## Biographie
Louis Gorin de Saint-Amour naît à Paris le 27 octobre 1619. Il devient docteur de Sorbonne en 1644. En 1650, dans le cadre du débat sur les cinq propositions attribuées à Jansénius, il se distingue en étant un des principaux défenseurs du point de vue janséniste. En 1656, il est exclu de la Sorbonne après avoir soutenu Antoine Arnauld, condamné pour sa Seconde lettre à un duc et pair. Il participe probablement aux corrections effectuées en 1659 sur la troisième édition d'ensemble des Provinciales, la dernière du vivant de Blaise Pascal. Il meurt à Saint-Denis le 15 novembre 1687.